# 訃報 2000年7月
訃報 2000年7月（ふほう 2000ねん7がつ）では、2000年（平成12年）7月中に物故した、又は物故が報じられた人物についてまとめる。

## （1日 - 15日）

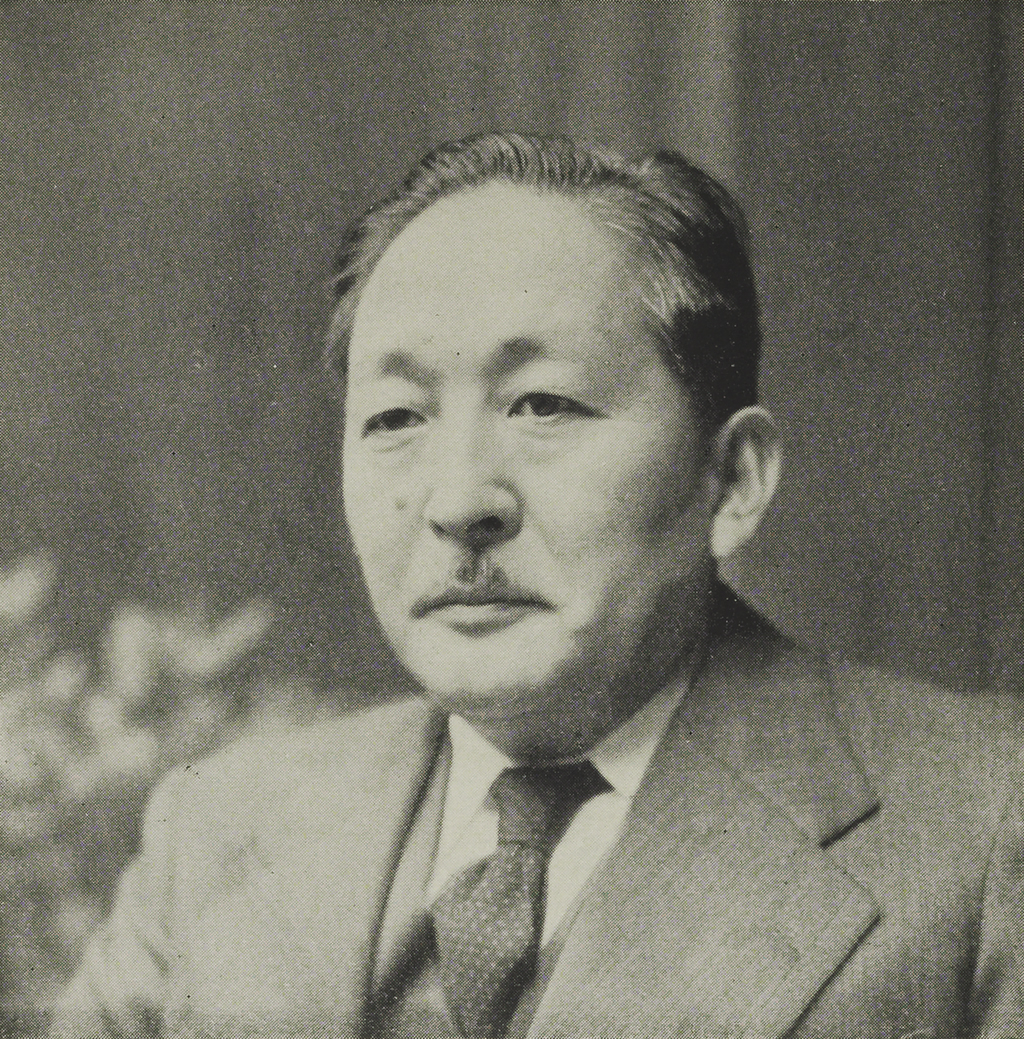
宇都宮徳馬／7月1日没

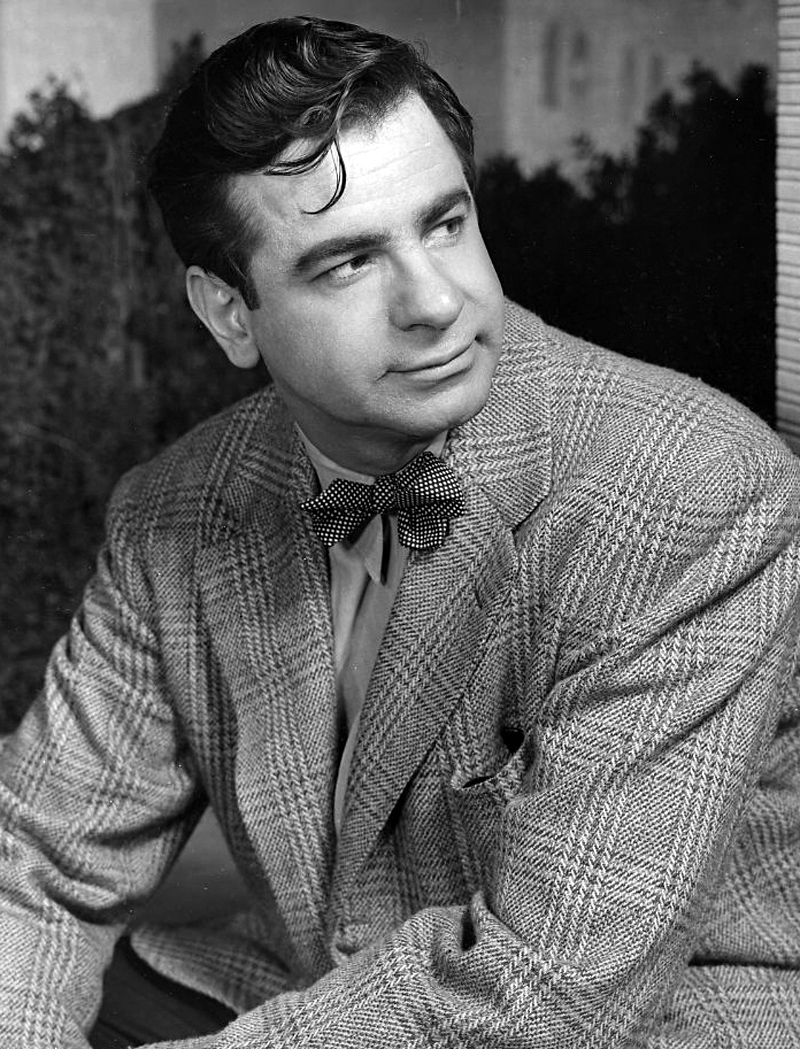
ウォルター・マッソー／7月1日没

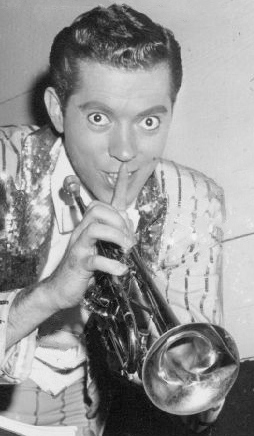
ジェームズ・グローガン／7月2日没

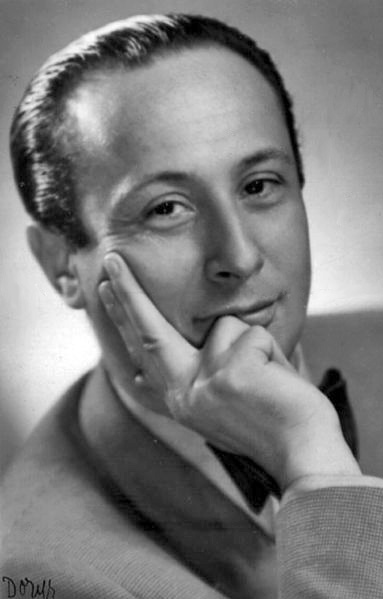
ウワディスワフ・シュピルマン／7月6日没

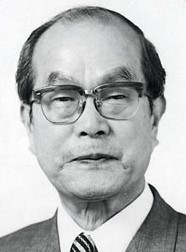
斎藤栄三郎／7月9日没

- 7月1日 - 宇都宮徳馬、政治家・実業家（* 1906年）
- 7月1日 - ウォルター・マッソー、俳優（* 1920年）
- 7月2日 - ジェームズ・グローガン、フィギュアスケート選手（* 1931年）
- 7月2日 - 服部哲治、俳優（* 1936年）
- 7月2日 - 青江三奈[1]、歌手（* 1941年）
- 7月4日 - 植田正治、写真家（* 1913年）
- 7月6日 - ウワディスワフ・シュピルマン、ピアニスト（* 1911年）
- 7月6日 - 宮沢昭、ジャズ・サクソフォーン奏者（* 1927年）
- 7月9日 - 斎藤栄三郎、経済評論家・政治家・元科学技術庁長官（* 1913年）
- 7月14日 - ウィリアム・ジョージ・ファスティー、物理学者（* 1916年）
- 7月14日 - 浜田輝男、実業家・北海道国際航空元社長（* 1941年）

## （16日 - 31日）

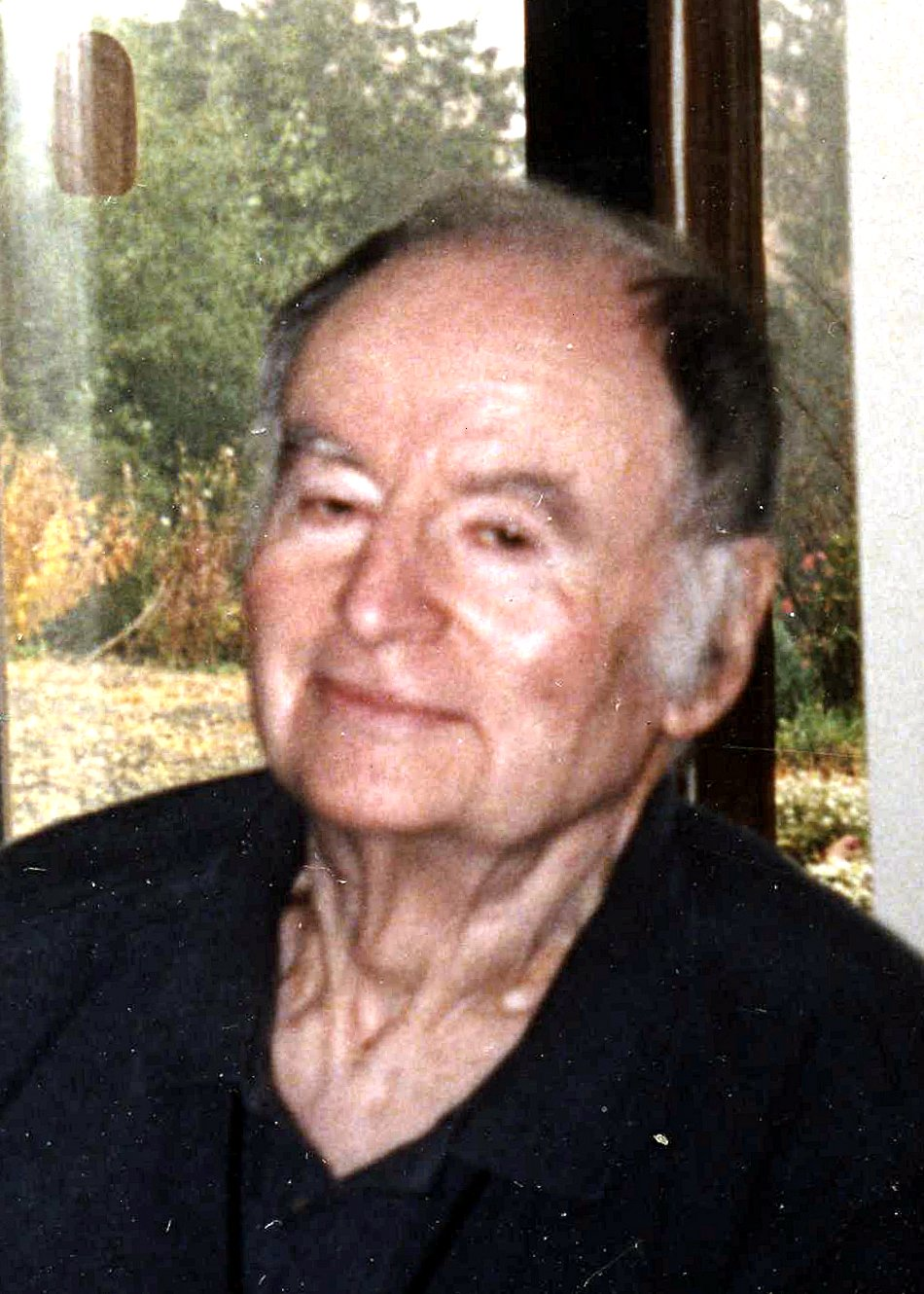
ウィリアム・フート・ホワイト／7月16日没

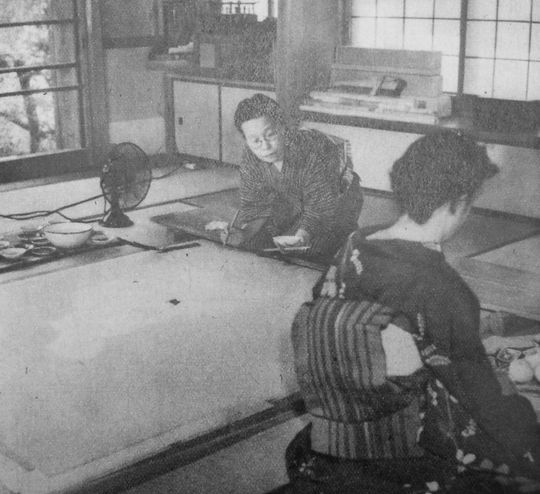
小倉遊亀／7月23日没

- 7月16日 - ウィリアム・フート・ホワイト、社会学者（* 1914年）
- 7月16日 - 森下重好、プロ野球選手（* 1920年）
- 7月19日 - 西沢爽、作詞家（* 1919年）
- 7月20日 - アイヴァンド・アール、画家（* 1916年）
- 7月21日 - 渡辺義雄、写真家（* 1907年）
- 7月21日 - 山下弘文、自然保護活動家（* 1934年）
- 7月22日 - クロード・ソーテ、映画監督・脚本家（* 1924年）
- 7月22日 - 真木洋子、女優（* 1948年）
- 7月23日 - 小倉遊亀、画家（* 1895年）
- 7月23日 - 筒井富栄、歌人（* 1930年）
- 7月23日 - 黒田清、ジャーナリスト（* 1931年）
- 7月24日 - オスカー・シュムスキー、ヴァイオリニスト（* 1917年）
- 7月25日 - 大後美保、農学者・気象学者（* 1910年）
- 7月30日 - 吉田清治、文筆家（* 1913年）
- 7月30日 - 寺田瀧雄、作曲家（* 1931年）